# سيمون جيوردانو
سيمون جيوردانو (بالإيطالية: Simone Giordano)‏ (من مواليد 21 ديسمبر 2001) هو لاعب كرة قدم إيطالي محترف يلعب كظهير أيسر أو لاعب خط وسط أيسر نادي أسكولي، على سبيل الإعارة من سامبدوريا.